# Paracanthopoma parva
Paracanthopoma parva — рід риб з підродини Vandelliinae родини Trichomycteridae ряду сомоподібні. Наукова назва походить від грецьких слів para, тобто «в бік», «поза чимось», akantha — «шип», poma — «кришечка». Єдиний представник роду Paracanthopoma.

## Опис
Загальна довжина сягає 2,5-2,7 см. Голова довга, морда сильно витягнута. Зуби довгі та сильні. Очі невеликі. Є 2 пари вусів. Тулуб подовжений. Спинний плавець невеличкий. Жировий плавець відсутній. Грудні та черевні плавці маленькі. Анальний плавець низький. Хвостовий плавець короткуватий.
Забарвлення здебільшого прозоре, окрім голови та черева, які червонуваті або червоно-світло-коричневі.

## Спосіб життя
Біологія вивчена недостатньо. Це демерсальна риба. Воліє до прісних вод. Зустрічається у середніх річках з помірною течією. Веде паразитичний спосіб життя: живиться кров'ю інших риб, зазвичай присмоктуючись до зябер.

## Розповсюдження
Є ендеміком Бразилії. Мешкає у басейнах річок Амазонка і Ессекібо.